# The Opry House
The Opry House je krátký animovaný film s Mickeym Mousem, který byl vydán 28. března 1929. Je to v pořadí pátý film Mickeyho. Jeho režiséry byli Walt Disney a hlavní animátor Ub Iwerks. Je to vůbec první snímek Mickeyho Mouse, ve kterém nosí rukavice.
Mickey zametá před budovou opery a baví se tím, že tančí a hraje na koště. Když přijede na oslu tlustý návštěvník a nemůže se vejít do dveří, Mickeyho napadne jej vypustit, čímž host může vstoupit do operní budovy. Všechen další děj se odehrává přímo v operním sále. Zvířata s lidskými rysy tam hrají na různé hudební i netradiční nástroje, jako jsou např. bubliny. Ve vystoupení hraje i Mickey, který ztvárňuje krotitele hadů. Po jejich vystoupení se zatáhne opona a po jejím zvednutí na scénu opery přichází osamocený Mickey, který začne hrát sólo na piano. Po jeho komické hře, kdy jej na chvíli oživlé piano i nakopne, Mickey své vystoupení v opeře končí. Ještě se s pianem i židličkou ukloní, děj filmu končí ve chvíli, kdy na Mickeyho spadne opona.